# Parti gyászbogár
A parti gyászbogár (Opatrum riparium) a rovarok (Insecta) osztályának bogarak (Coleoptera) rendjébe, ezen belül a mindenevő bogarak (Polyphaga) alrendjébe és a gyászbogárfélék (Tenebrionidae) családjába tartozó faj.

## Előfordulása
A parti gyászbogár előfordulási területe Európa. A következő országokban található meg: Ausztria, Csehország, Dánia, Észtország, Finnország, Németország, Magyarország, Litvánia, az európai Oroszország északi része, Norvégia, Lengyelország, Szlovákia és Svédország.